# Paraheminodus kamoharai
Paraheminodus kamoharai är en fiskart som beskrevs av Kawai, Imamura och Nakaya 2004. Paraheminodus kamoharai ingår i släktet Paraheminodus och familjen Peristediidae. Inga underarter finns listade i Catalogue of Life.